# Fauveliopsidae
Fauveliopsidae är en familj av ringmaskar. Fauveliopsidae ingår i ordningen Terebellida, klassen havsborstmaskar, fylumet ringmaskar och riket djur. Enligt Catalogue of Life omfattar familjen Fauveliopsidae 20 arter. 
Kladogram enligt Catalogue of Life och Dyntaxa:
| Fauveliopsidae | \| \| Fauveliopsis \| \| \| \| \| \| Laubieriopsis \| \| \| \| |
|                | \| \| Fauveliopsis \| \| \| \| \| \| Laubieriopsis \| \| \| \| |
|                | Acrocirridae                                                   |
|                |                                                                |
|                | Alvinellidae                                                   |
|                |                                                                |
|                | Ampharetidae                                                   |
|                |                                                                |
|                | Cirratulidae                                                   |
|                |                                                                |
|                | Ctenodrilidae                                                  |
|                |                                                                |
|                | Flabelligeridae                                                |
|                |                                                                |
|                | Pectinariidae                                                  |
|                |                                                                |
|                | Poeobiidae                                                     |
|                |                                                                |
|                | Sternaspidae                                                   |
|                |                                                                |
|                | Terebellidae                                                   |
|                |                                                                |
|                | Trichobranchidae                                               |
|                |                                                                |
|                | Fauveliopsis                                                   |
|                |                                                                |
|                | Laubieriopsis                                                  |
|                |                                                                |

|  | Fauveliopsis  |
|  |               |
|  | Laubieriopsis |
|  |               |